# Ataxia (album)
Ataxia è il sesto album in studio long playing del gruppo Circus Devils, pubblicato negli Stati Uniti nel 2008, in vinile e in CD dalla Happy Jack Rock Records e, nel Regno Unito, in CD dalla Static Caravan Recordings. I Circus Devil sono uno dei progetti paralleli di Robert Pollard, leader e fondatore dei Guided by Voices. Tutte le canzoni sono state scritte ed eseguite da Robert Pollard e Todd Tobias.

## Tracce
Lato A
1. Under Review
2. I Razors
3. Freedom's Monster
4. That's the Spirit (inst.)
5. Backwash Television
6. The Girls Will Make It Happen
7. Mayflower Brought Disease
8. Stars, Stripes and Crack Pipes
9. Ataxia (inst.)
10. Nets at Every Angle

Lato B
1. Hi, I'm Martha.  How are you?
2. Lunatic Style
3. Get Me Extra!
4. I Found the Black Mind
5. He Had All Day
6. Fuzz in the Street
7. Rat Faced Ballerina

## Musicisti
- Todd Tobias: basso, batteria, chitarra, tastiere, percussioni
- Robert Pollard: voce